# Italo Gismondi

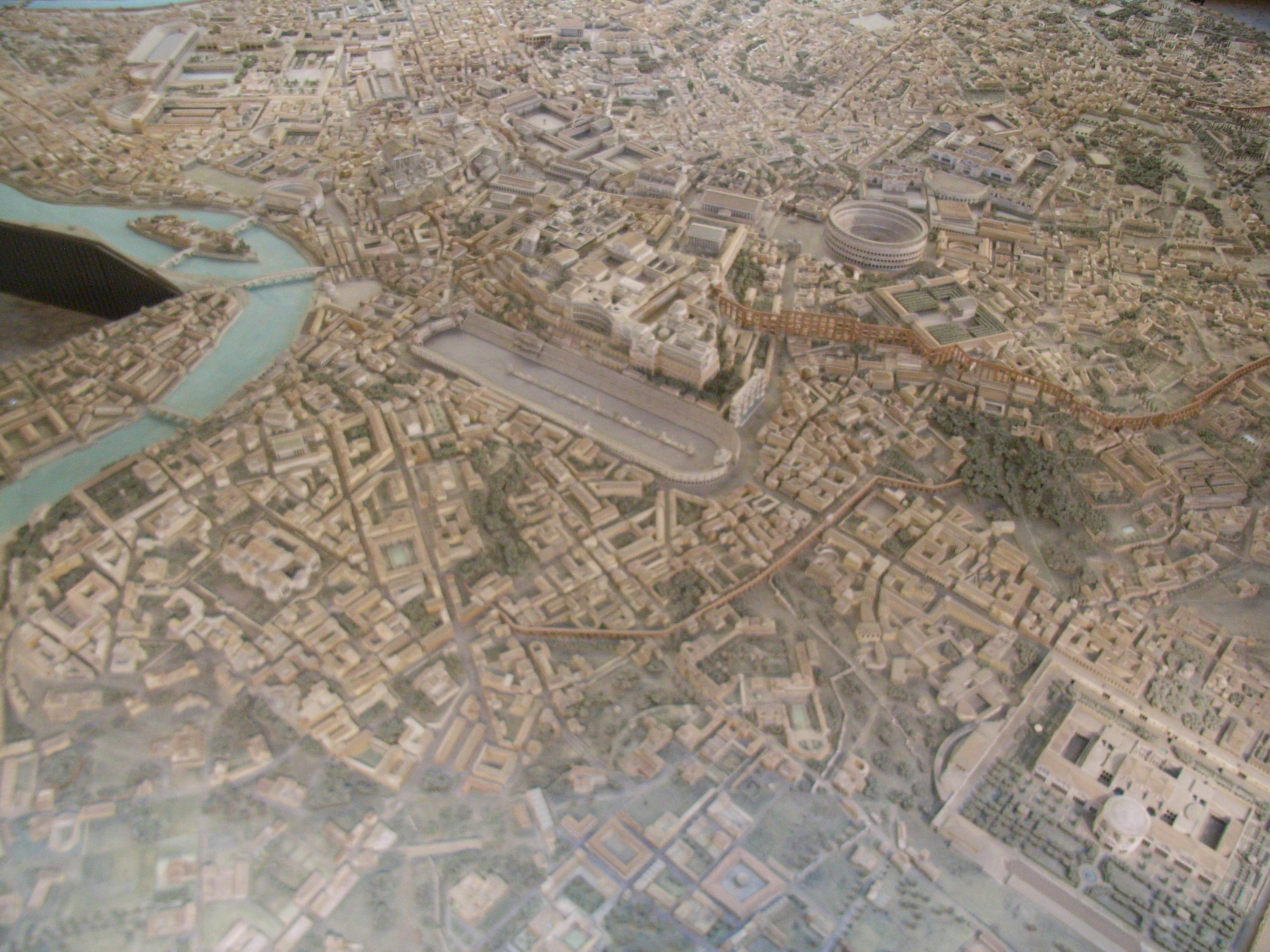
Italo Gismondi, realizzazione del famoso plastico di Roma, oggi esposto al Museo della Civiltà Romana (Roma-EUR)

Italo Gismondi (Roma, 12 agosto 1887 – Roma, 2 dicembre 1974) è stato un architetto e archeologo italiano.

## Biografia
Fu assunto presso l'amministrazione delle Antichità e delle Belle Arti nel 1910 e fu nominato direttore degli scavi di Ostia, carica che esercitò per i successivi 44 anni. Dal 1919 al 1938 fu anche sovraintendente delle antichità della città di Roma.
Ostia fu il principale centro d'interesse dei lavori di Gismondi, poiché s'interessò particolarmente degli aspetti architettonici delle costruzioni antiche.
Nei periodi da architetto, realizzò numerosi progetti, nel piano dei fori imperiali di Roma nel 1933; il restauro del settore nord-ovest delle Terme di Diocleziano (1927) e altri lavori riguardo al Planetarium dello stesso complesso. Tra 1935 e il 1971 Gismondi lavora alla realizzazione del famoso plastico di Roma (Il Plastico) del Museo della Civiltà Romana all'EUR (Esposizione Universale di Roma). Questo plastico in scala 1:250, rappresenta la città di Roma all'epoca di Costantino all'inizio del IV secolo.
Inoltre Gismondi lavorò in Italia presso la Sovrintendenza delle Antichità dell'Abruzzo e del Molise, presso la sovrintendenza dell'Umbria e alla sovrintendenza degli scavi dell'est della Sicilia. Seguì ugualmente dei lavori archeologici in Libia, a Cirene e in Tripolitania.